# Antonin Debidour
Pour les articles homonymes, voir Debidour (homonymie).
Antonin Debidour, de son nom complet Élie Louis Marie Marc Antonin Debidour, né le 31 janvier 1847 à Nontron et mort le 21 février 1917 à Paris, est un historien français.

## Carrière
Il entre à l'École normale supérieure en 1868 puis il est reçu 3e à l'agrégation d'histoire en 1873. Après avoir été chargé de cours au lycée de Périgueux (1868), Saint-Omer (1871) et Mont-de-Marsan (1873), Antonin Debidour devient professeur au lycée d'Angers et à l'École supérieure des lettres en 1874.
Le 3 novembre 1877, il soutient ses deux thèses de doctorat ès lettres à la Faculté de Paris. La première, en français, traite de la vie municipale à Angers pendant la Fronde. La deuxième, en latin, s'intéresse à Theodora, la femme de l'empereur romain d'Orient Justinien Ier. 
Il entre à l'université de Nancy en tant que professeur de géographie en 1878 puis il prend la tête en 1880 de la chaire d'histoire avant de devenir le doyen de cette université en 1886. Il devient par la suite inspecteur en chef de l'enseignement primaire en 1890 et il est membre du jury d'agrégation d'histoire de 1891 à 1895. 
En 1894-1895, il est chargé d'un cours libre sur les rapports entre l'Église et l'État à la Faculté des lettres de Paris puis il prend ensuite la tête de la chaire d'histoire du christianisme dans les temps modernes de 1906 à 1917. Il est également inspecteur général honoraire en 1907. C'est un fervent défenseur de la séparation de l'Église et de l'État.
Au cours de sa carrière, Antonin Debidour a été membre de nombreux groupes et sociétés tels que l'Académie de Stanislas, la Société des gens de lettres, la Société de géographie de l'Est (dont il a été le président), la Société d'histoire moderne, la Ligue de l'enseignement, le Collège libre de sciences sociales, la Société d'histoire de la Révolution et la Société d'histoire de la Révolution de 1848, ou encore la Société d'enseignement supérieur.

## Postérité
Il a donné son nom à une voie du 19e arrondissement de Paris, l'avenue Debidour.

## Pour aller plus loin

### Sources
(sv) En suédois
- Svensk uppslagsbok. Malmö, 1931.